# Kawanishi E15K
 (février 2018).
Si vous disposez d'ouvrages ou d'articles de référence ou si vous connaissez des sites web de qualité traitant du thème abordé ici, merci de compléter l'article en donnant les références utiles à sa vérifiabilité et en les liant à la section « Notes et références ».
Le Kawanishi E15K Shiun (紫雲, Shiun, Nuage Violet) était un hydravion de reconnaissance japonais monomoteur de la Seconde Guerre mondiale. Le nom du signalement allié pour le type était « Norm » d'après le chef d'escadron Norman O. Clappison de la RAAF, un membre de l'Unité de Renseignement Aérien Technique Alliée (en) (ATAIU).

## Conception et développement
En 1939, la Marine Impériale Japonaise (IJN) chargea la Kawanishi Aircraft Company de développer un hydravion de reconnaissance à deux places à grande vitesse, qui devait être suffisamment performant pour échapper à l'interception par les chasseurs terrestres. Il était prévu d'équiper une nouvelle classe de croiseurs, destinée à servir de vaisseau amiral pour des groupes de sous-marins, en exploitant six des nouveaux hydravions pour trouver des cibles. Le premier des nouveaux croiseurs, Ōyodo a également été commandé en 1939.
Kawanishi a conçu un monoplan monomoteur à aile basse, propulsé par un moteur à 14 cylindres Mitsubishi MK4D Kasei 14 de 1 090 kW entraînant deux hélices contrarotatives à deux pales, la première installation d'hélices contrarotatives fabriquées au Japon, tandis qu'une section aérodynamique à flux laminaire a été choisie pour réduire la traînée. Il avait un seul flotteur principal sous le fuselage et deux flotteurs de stabilisation sous l'aile. Les flotteurs stabilisateurs ont été conçus pour se rétracter dans l'aile, tandis que le flotteur central a été conçu pour être largué par l'équipage en cas d'urgence, augmentant suffisamment la vitesse (environ 90 km/h de plus) pour échapper à l'ennemi combattants.
Le premier prototype de la conception de Kawanishi, désigné E15K1 dans le système de désignation court de la marine a fait son vol inaugural le 5 décembre 1941. Cinq autres prototypes ont suivi pendant 1941-1942. Des problèmes furent rapidement constatés avec les flotteurs stabilisateurs rétractables, résultant en plusieurs accidents lorsque les flotteurs ne pouvaient pas être abaissés pour l'amerrissage. Le système a finalement été abandonné et les flotteurs stabilisateurs furent fixés, un moteur Mitsubishi MK4S Kasei 24 plus puissant fut installé pour compenser la traînée accrue.
L’armement de l'appareil se limitait à une mitrailleuse défensive de 7.7mm située à l'arrière du cockpit.

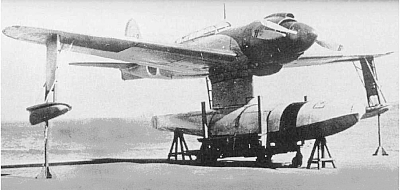
Vue de l'appareil au sol.
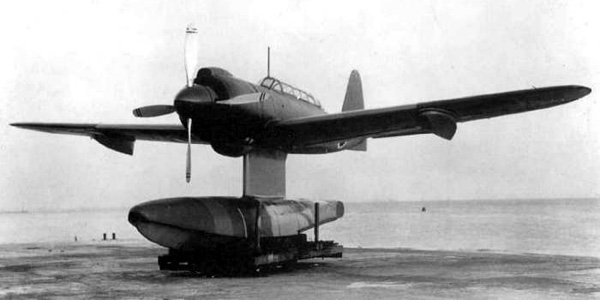
Vue de l'appareil au sol. Les flotteurs sont rétractés.

## Histoire opérationnelle
En dépit de ces problèmes, le E15K1 a été commandé en production limitée sous la désignation Hydravion de Reconnaissance à grande vitesse Type 2 Shiun Model 11. Les six furent envoyés dans les îles Palau dans le Pacifique Sud, mais ceux-ci ont été rapidement abattus par des chasseurs alliés, car le mécanisme de largage du flotteur qui devait être actionné sur demande n'a jamais bien marché (bien que l'avion fut soumis à des essais en soufflerie, le système de séparation des flotteurs n'avait jamais été testé sur l'avion lui-même). Cela a entraîné l'annulation de la production en février 1944, avec seulement 15 Shiun achevés, y compris les six prototypes.
Selon les enregistrements 1 à 4 du 61st Air Flotilla, 12th recon provenant du Japan Center for Asian Historical Record :
- 30 avril 1944 - le 12e escadron de reconnaissance de la 61e flottille aérienne reçoit cinq appareils. Cinq autres arriveront entre le 15 mai et le 12 juin. Des patrouilles et des missions de lutte anti sous-marines sont effectuées de début juin à mi-août sans grand succès.
- Après plusieurs pertes, l'escadron sera démantelé le 12 août. Le commandant d'escadrille, le Lieutenant Kiyoshi Aikawa écrira "Plus jamais d'avion comme le « Shiun ». Effectivement, l'appareil était réputé comme peu fiable et comme requérant une maintenance importante.

## Variantes
- E15K1 : Hydravion de reconnaissance monomoteur. Version de production.

## Opérateurs
- Japon - Service aérien de la Marine Impériale japonaise

## Appareils similaires
- Aichi E13A
- Arado Ar 196
- Vought OS2U Kingfisher